# Poševnohermitska matrika
Poševnohermitska matrika (tudi antihermitska) je kvadratna matrika s kompleksnimi elementi, katere konjugirano transponirana matrika je enaka njeni negativni vrednosti:
{\displaystyle A^{\dagger }=-A\!\,,}
kjer je:
- {\displaystyle A^{\dagger }\,} konjugirano transponirana matrika matrike {\displaystyle A\,}.

To lahko zapišemo tudi kot:
{\displaystyle a_{i,j}=-{\overline {a_{j,i}}}\!\,,}
kjer je:
- {\displaystyle a_{ij}\,} element iz matrike {\displaystyle A\,}
- zgornja črtica pomeni konjugacijo elementa {\displaystyle a_{ij}\,}

## Zgled
{\displaystyle {\begin{bmatrix}i&2+i\\-2+i&3i\end{bmatrix}}\!\,.}

## Značilnosti
- lastne vrednosti poševnohermitske matrike so imaginarne
- poševnohermitske matrike so normalne, torej jih lahko diagonaliziramo, njihovi lastni vektorji pa so za različne vrednosti ortogonalni.
- Elementi na glavni diagonali so samo imaginarni (brez realnega dela)
- če sta matriki {\displaystyle A\,} in {\displaystyle B\,} poševnohermitski, potem je tudi matrika {\displaystyle aA+bB\,} poševnohermitska za realna skalarja {\displaystyle a\,} in {\displaystyle b\,}
- če je matrika {\displaystyle A\,} poševnohermitska, potem je matrika {\displaystyle iA\,} hermitska
- če je matrika {\displaystyle A\,} poševnohermitska, potem je matrika {\displaystyle A^{k}\,} hermitska, če je k sodo celo število, in poševno hermitska, če je k liho celo število
- če je {\displaystyle C\,} poljubna kvadratna matrika, potem jo lahko zapišemo kot vsoto hermitske matrike {\displaystyle A\,} in poševnohermitske matrike {\displaystyle B\,} tako, da je {\displaystyle C=A+B\,} in

da velja
{\displaystyle A={\frac {1}{2}}(C+C^{\dagger })\,} in {\displaystyle \quad B={\frac {1}{2}}(C-C^{\dagger })\,}
- Če je {\displaystyle A\,} poševnohermitska matrika, potem je {\displaystyle e^{A}\,} unitarna matrika.
- prostor poševnohermitskih matrik tvori Liejevo algebro in Liejevo grupo {\displaystyle U(n)\,}